# Elke Büdenbender
Elke Büdenbender, née le 14 janvier 1962 dans le quartier de Salchendorf, à Neukirchen, en Rhénanie-du-Nord-Westphalie, est une magistrate allemande. Elle est l'épouse de Frank-Walter Steinmeier, président fédéral d'Allemagne depuis 2017.

## Biographie
Issue d'une famille de confession catholique, Elke Büdenbender est la fille d'un charpentier et d'une employée. Après l'obtention de son Abitur, elle intègre la faculté de droit de l'université de Giessen, au sein de laquelle elle rencontre Frank-Walter Steinmeier, de six ans son aîné, en 1988. Sortie diplômée de l'université, elle entame un stage à l'ambassade d'Allemagne aux États-Unis, à Washington, où elle acquiert une expertise sur la politique américaine et les problématiques sociales observées dans ce pays.
Rentrée en Allemagne, elle épouse Frank-Walter Steinmeier en 1995 ; l'année suivante, en 1996, naît leur fille unique, prénommée Merit. Elke Büdenbender, qui décide de conserver son nom de jeune fille sans partager celui de son époux, entame une carrière de juge administratif (Verwaltungsrichterin). Elle se spécialise en droit social (Sozialrecht) au tribunal administratif de Berlin.
Le 23 août 2010, Frank-Walter Steinmeier annonce se retirer provisoirement de la vie politique afin de pouvoir donner un rein à son épouse Elke, gravement malade,,. Ce geste avait alors suscité la sympathie de l'opinion publique allemande.
Son mari, Frank-Walter Steinmeier, étant élu président fédéral d'Allemagne le 12 février 2017, Elke Büdenbender est appelée à devenir la Première dame d'Allemagne à l'occasion de l'investiture présidentielle de Steinmeier, le 19 mars suivant,. Elle quitte alors son emploi de juge pour se consacrer à sa nouvelle fonction.

## Décorations
En tant qu'épouse du président Steinmeier, elle est décorée de plusieurs ordres étrangers.
- Grand-cordon de l'ordre de Léopold (Belgique)